# Charles A. Culberson
Charles Allen Culberson (10 de junho de 1855 - 19 de março de 1925) foi o 21º governador do estado americano de Texas, de 15 de janeiro de 1895 a 17 de janeiro de 1899.